# NGC 5995
NGC 5995 ist eine aktive Spiralgalaxie mit ausgedehnten Sternentstehungsgebieten vom Hubble-Typ Sb im Sternbild Löwe nördlich der Ekliptik. Sie ist schätzungsweise 337 Millionen Lichtjahre von der Milchstraße entfernt und hat einen Durchmesser von etwa 90.000 Lj.
Das Objekt wurde am 5. Juni 1836 von dem Astronomen John Herschel mithilfe seines 18,7 Zoll-Spiegelteleskops  entdeckt und später von Johan Dreyer in seinen New General Catalogue aufgenommen.